# Distrikty na Severním Kypru

Mapa distriktů na Severním Kypru

Území neuznávané Severokyperské turecké republiky je rozděleno do šesti distriktů (turecky: Kuzey Kıbrıs'ın ilçeleri), které se nadále dělí na dalších 12 oblastí. Nejnovější distrikt Lefke vznikl 27. prosince 2016 oddělením od distriktu Güzelyurt, tím se počet distriktů změnil z pěti na šest.  

## Distrikty
Severokyperské distrikty jsou:
- Gazimağusa
- Girne
- Güzelyurt
- İskele
- Lefke
- Lefkoşa